# Kenza Dahmani
Kenza Dahmani Tifahi (sinh ngày 18 tháng 11 năm 1980) là một vận động viên chạy đường dài Algérie, người thi đấu trong các sự kiện đường đua, đường bộ và xuyên quốc gia. Cô là người tham gia sáu lần tại Giải vô địch xuyên quốc gia IAAF.
Tại Đại hội Thể thao Địa Trung Hải, cô đã giành được hai huy chương đồng vào năm 2009 trước khi giành danh hiệu 10.000 mét vào năm 2013. Cô cũng đã giành được huy chương tại Đại hội Thể thao toàn châu Phi, Đại hội Thể thao Pan Arab và Giải vô địch điền kinh Ả Rập.

## Nghề nghiệp
Những chuyến đi quốc tế đầu tiên của Dahman đã đến với Giải vô địch xuyên quốc gia IAAF. Với tư cách là một thiếu niên, cô đã đứng thứ 58 vào năm 1997, thứ 55 vào năm 1998 và thứ 43 vào năm 1999. Khi cô đã phát triển lên hàng ngũ cao cấp, cô đã không thi đấu ở cấp cao cho đến năm 2007. Năm đó cô đã giành được danh hiệu xuyên quốc gia Algeria và là á quân tại giải vô địch marathon nửa quốc gia. Màn trình diễn nửa marathon của cô đã dẫn đến các lựa chọn quốc tế cấp cao đầu tiên của cô: cô là á quân tại Giải vô địch điền kinh Ả Rập, huy chương đồng tại Thế vận hội toàn châu Phi 2007 và huy chương bạc tại Thế vận hội Pan Arab 2007.
Cô đại diện cho Algeria tại Giải vô địch xuyên quốc gia IAAF năm 2008 và 2009, lần lượt xếp thứ 59 và 32. Cô đã thiết lập một cá nhân tốt nhất trong cuộc đua marathon với thời gian chạy 2:39:38 cho hạng ba tại Madrid Marathon. Đại hội Thể thao Địa Trung Hải năm 2009 cung cấp cho cô nhiều huy chương khu vực hơn, khi cô giành được huy chương đồng trong cả hai sự kiện marathon 10.000 mét và nửa. Cô là nhà vô địch Arab Half Marathon và cũng giành chiến thắng tại Marathon de Toulouse Métropole Cô thi đấu ít ỏi vào năm 2010 đến 2012, với kết quả quan trọng nhất của cô là vị trí thứ tư tại Giải vô địch Half Half Arab.
Mùa giải 2013 chứng kiến Dahmani đạt đến những đỉnh cao mới. Cô đã đứng thứ 18 tại Giải vô địch quốc gia xuyên quốc gia IAAF 2013 và cô đã giành được 10.000   m danh hiệu tại Thế vận hội Địa Trung Hải với thành tích tốt nhất cá nhân là 32: 42,47 phút. Trải qua nửa chặng đường marathon, cô là á quân giải vô địch Ả Rập nhưng không hoàn thành tại Thế vận hội Mediterrean.
Dahmani có hai con. Cô đã ngừng thi đấu năm 2013 2015 và trở lại tập luyện vào tháng 10 năm 2015. Cô đã xếp hạng 50 trong cuộc thi marathon Olympic 2016.